# Кубок наслідного принца Катару 2009
Кубок наслідного принца Катару 2009 — 15-й розіграш турніру. Матчі відбулися з 28 квітня по 1 травня 2009 року між чотирма найсильнішими командами Катару сезону 2008—09. Титул переможця змагання виборов клуб Катар СК, котрий з рахунком 4:2 у серії післяматчевих пенальті після безгольових основного та додаткового часу переміг у фіналі Ар-Райян.
| Володар Кубка наслідного принца Катару 2009 |
| ------------------------------------------- |
|                                             |
| Катар СК Третій титул                       |

## Формат
У турнірі взяли чотири найуспішніші команди Чемпіонату Катару 2008-09.
- Чемпіон — «Аль-Гарафа»
- Віце-чемпіон — «Ас-Садд»
- Бронзовий призер — «Ар-Райян»
- 4 місце — «Катар СК»

## Півфінали
| 28 квітня 2009 17:15 (EEST) |

| Аль-Гарафа    | 1:2 дч   | Катар СК                |
| ------------- | -------- | ----------------------- |
| Клемерсон 47' | Протокол | Марсіньйо 14' Рожер 97' |

| Яссім бін Хамад, Доха |

| 28 квітня 2009 20:15 (EEST) |

| Ас-Садд | 0:3      | Ар-Райян                                  |
| ------- | -------- | ----------------------------------------- |
|         | Протокол | Діане 54' (пен.) Рікардіньйо 57' Ламі 89' |

| Яссім бін Хамад, Доха |

## Фінал
| 1 травня 2009 18:45 (EEST) |

| Катар СК                          | 0:0      | Ар-Райян                   |
| --------------------------------- | -------- | -------------------------- |
|                                   | Протокол |                            |
|                                   | Пенальті |                            |
| Рожер · Сафрі · Сорія · Марсіньйо | 4:2      | Марсело Таварес · Юнес Алі |

| Яссім бін Хамад, Доха |